# دریاسر (تنکابن)
دریاسر (تنکابن) روستایی از توابع بخش کوهستان شهرستان تنکابن در استان مازندران ایران است.

## جمعیت
این روستا در دهستان دوهزار قرار دارد و جمعیت آن براساس سرشماری مرکز آمار ایران در سال ۱۳۹۵ کمتر از سه خانوار بوده است.